# Compétition qualificative pour le Challenge européen 2015-2016
Navigation
2014-2015 2016-2017
La compétition qualificative pour le Challenge européen 2015-2016 oppose pour l'année 2015 huit équipes européennes de rugby à XV. La compétition est organisée en deux phases successives. Une première phase de poules se déroule en matchs aller à la fin de laquelle sont issues les deux équipes ayant terminé en tête de leur groupe. La compétition se poursuit par deux matchs en aller-retour de barrage entre un vainqueur de poule et une équipe qualifié en Challenge européen 2014-2015 issu des pays émergents. 

## Présentation

### Équipes en compétition[Note 1]
| - Rugby Calvisano (Eccellenza) - Rugby Viadana - Mogliano SSD | - Ienisseï-STM (Professionalnaïa Regbiïnaïa Liga) - El Salvador - CDU Lisbonne (Campeonato Super Bock) | - CSM Baia Mare (SuperLiga) - Rugby Rovigo |

### Format
Le tournoi de qualifications se déroule en deux phases. La première oppose six équipes réparties en 2 poules, les matchs se déroulent en match aller uniquement 
Les vainqueurs de chaque poule sont qualifiés pour la 2e phase. Le premier de la Poule A affronte en match aller-retour Rugby Rovigo et le premier de la Poule B affronte en match aller-retour le CSM Baia Mare, champion de Roumanie, qui prend la place des Bucarest Wolves

## Phase de poules

### Poule A

#### Classement
| Rang | Équipe          | J | V | N | D | Em | Ee | Bo | Bd | Pm | Pe | Diff | Pts |
| ---- | --------------- | - | - | - | - | -- | -- | -- | -- | -- | -- | ---- | --- |
| 1    | Rugby Calvisano | 2 | 2 | 0 | 0 | 13 | 2  | 2  | 0  | 96 | 15 | +81  | 10  |
| 2    | Rugby Viadana   | 2 | 1 | 0 | 1 | 6  | 5  | 1  | 0  | 39 | 41 | -2   | 5   |
| 3    | El Salvador     | 2 | 0 | 0 | 2 | 3  | 15 | 0  | 0  | 19 | 98 | -79  | 0   |

#### Poule B

##### Classement
| Rang | Équipe       | J | V | N | D | Em | Ee | Bo | Bd | Pm | Pe | Diff | Pts |
| ---- | ------------ | - | - | - | - | -- | -- | -- | -- | -- | -- | ---- | --- |
| 1    | Enisey-STM   | 2 | 2 | 0 | 0 | 4  | 2  | 0  | 0  | 48 | 21 | +27  | 8   |
| 2    | Mogliano SSD | 2 | 1 | 0 | 1 | 9  | 4  | 1  | 1  | 60 | 36 | +24  | 6   |
| 3    | CDU Lisbonne | 2 | 0 | 0 | 2 | 3  | 10 | 0  | 0  | 23 | 73 | -50  | 0   |

## Phase finale
| Équipe        | Aller   | Total   | Retour  | Équipe          |
| ------------- | ------- | ------- | ------- | --------------- |
| Rugby Rovigo  | 17 - 17 | 24 - 52 | 7 - 35  | Rugby Calvisano |
| CSM Baia Mare | 20 - 30 | 32 - 62 | 12 - 32 | Ienisseï-STM    |

### Match aller
| 18 avril 2015 16 h 00 | Rugby Rovigo                                                                                                | 17 - 17 (6 - 8) | Rugby Calvisano                                                                                        | Stade Mario-Battaglini, Rovigo Arbitre : Matthew Carley |
| 18 avril 2015 16 h 00 | Essai(s) : 1 Majstorovic (45e) Pénalité(s) : 4 Basson (5e,13e,48e,59e) Carton(s) jaune(s) : 1 Quaglio (55e) |                 | Essai(s) : 1 Mbanda (32e) Pénalité(s) : 4 Seymour (28e,55e,62e,67e) Carton(s) jaune(s) : 1 Violi (59e) | Stade Mario-Battaglini, Rovigo Arbitre : Matthew Carley |
| 18 avril 2015 16 h 00 | |                 | | Stade Mario-Battaglini, Rovigo Arbitre : Matthew Carley |

| 18 avril 2015 17 h 00 | CSM Baia Mare | 20 - 30 (13 - 21) | Ienisseï-STM | Lascar Ghinet Arena, Baia Mare Arbitre : Lloyd Linton |
| 18 avril 2015 17 h 00 | Essai(s) : 2 Leiataua (29e), Bucur (78e) Transformation(s) : 2 Keeghan (30e,79e) Pénalité(s) : 2 Keeghan (3e,21e) |                   | Essai(s) : 2 Roudoï (9e), Simplikevich (37e) Transformation(s) : 1 Kouchnariov (10e) Pénalité(s) : 6 Kouchnariov (18e,24e,34e,68e,80e,83e) | Lascar Ghinet Arena, Baia Mare Arbitre : Lloyd Linton |
| 18 avril 2015 17 h 00 | |                   | | Lascar Ghinet Arena, Baia Mare Arbitre : Lloyd Linton |

### Match retour
| 2 mai 2015 16 h 00 | Rugby Calvisano | 35 - 7 (6 - 0) | Rugby Rovigo                                                      | Peroni Stadium, Calvisano Arbitre : Dudley Phillips |
| 2 mai 2015 16 h 00 | Essai(s) : 4 Buscema (42e), Violi (58e), Susio (67e), Di Giulio (72e) Transformation(s) : 3 Buscema (58e,67e,72e) Pénalité(s) : 3 Seymour (28e,55e), Buscema (63e) |                | Essai(s) : 1 Pavanello (51e) Transformation(s) : 1 Farolini (51e) | Peroni Stadium, Calvisano Arbitre : Dudley Phillips |
| 2 mai 2015 16 h 00 | |                |                                                                   | Peroni Stadium, Calvisano Arbitre : Dudley Phillips |

| 2 mai 2015 16 h 00 | Ienisseï-STM | 32 - 12 (23 - 5) | CSM Baia Mare                                                              | Stade central, Sotchi Arbitre : Giuseppe Vivarini |
| 2 mai 2015 16 h 00 | Essai(s) : 2 Chtcherban (6e), Kacharava (32e) Transformation(s) : 2 Kouchnariov (7e,32e) Pénalité(s) : 6 Kouchnariov (23e,30e,38e,50e,79e,80e) |                  | Essai(s) : 2 Leiataua (35e), Genia (66e) Transformation(s) : 1 Samoa (66e) | Stade central, Sotchi Arbitre : Giuseppe Vivarini |
| 2 mai 2015 16 h 00 | |                  |                                                                            | Stade central, Sotchi Arbitre : Giuseppe Vivarini |